# フォントヴロー＝ラベイ
フォントヴロー＝ラベイ （Fontevraud-l'Abbaye）は、フランス、ペイ・ド・ラ・ロワール地域圏、メーヌ＝エ＝ロワール県のコミューン。

## 地理
県東部、ソミュロワ地方にあり、ソミュールの南東に位置する。フォントヴロー＝ラベは古くは単にフォントヴローといい、ヨーロッパ最大級の修道院複合施設の一つであるフォントヴロー修道院の周りに形成された町である。そしてこの地は、メーヌ＝エ＝ロワール県、アンドル＝エ＝ロワール県、そしてヴィエンヌ県からの道が交差する地点でもある。
コミューンには、フランス陸軍機甲騎兵科の訓練校があり、第2竜騎兵連隊が駐屯している。

## 歴史
1756年から1789年にかけて作成されたカッシーニ地図においては、FontEvrauldという村として名前が記されている。

## 人口統計
| 1962年 | 1968年 | 1975年 | 1982年 | 1990年 | 1999年 | 2006年 | 2011年 |
| ------ | ------ | ------ | ------ | ------ | ------ | ------ | ------ |
| 1901   | 1198   | 1105   | 1118   | 1108   | 1189   | 1497   | 1548   |

参照元:1999年までEHESS、2004年以降INSEE